# Symfonie nr. 7 (Aho)
Kalevi Aho voltooide zijn Symfonie nr. 7 "Insectensymfonie" in april 1988.

## Geschiedenis
Het werk begon echter niet als een symfonie. Aho schreef een opera Hyönteisselmää voor de viering van het Savonlinna operafestival. Aho begon ermee in 1985 en werkte er tot in 1987 aan. De opera moest tevens gestalte geven aan het 350-jarig bestaan van het stadje in 1989. Twee andere componisten dienden ook een werk in: Einojuhani Rautavaara schreef Vincent en Paavo Heininen Vettsi (Het mes). Aho trof het niet. Heininen mocht zijn opera laten uitvoeren en Rautavaara en Aho hadden het nakijken. Aho bleef met een werk zitten, dat waarschijnlijk nooit uitgevoerd zou worden.
Om toch de muziek nuttig te gebruiken begon hij in het werk te snijden. Symfonieën van Aho konden altijd rekenen op vlotte uitvoeringen en Aho sneed dermate in zijn opera zodat een symfonie overbleef. Een probleem daarbij was dat de opera satirisch bedoeld was en dat ging bij de omzetting naar symfonie verloren.

### Opera
Het verhaal van de opera is gebaseerd op een toneelstuk van Josef Capek en Karel Čapek. Een dronkaard waggelt en wordt omringd door insecten. De dronkaard beeldt de insecten als mensen in met diverse karaktertrekjes.

### Symfonie
De symfonie laat de diverse insecten voorbij komen, zonder dat de delen over de insecten zelf gaan; er is bijvoorbeeld geen gezoem te horen. Het blijven fantasieën over mensfiguren. De omwerking opera naar symfonie was een snelle daad, binnen een maand was het geregeld. De symfonie kon op 26 oktober 1988 uitgevoerd worden, Pertti Pekkanen leidde het Symfonieorkest van de Finse Radio. De opera overigens kreeg uiteindelijk ook uitvoeringen; de eerste was op 27 september 1996.

### Muziek
De symfonie wordt achter elkaar doorgespeeld, er zijn geen specifieke delen, maar er zijn wel secties, toegeschreven aan bepaalde insecten, maar eerst wordt kennis gemaakt met de zwerver:
1. Zwerver - een parasitaire vliesvleugelige met zijn larf
(Kulkuri -Loispistäinen ja sen toukka)
2. Vlinders (Foxtrot en tango van vlinders) 
(Perhoset, perhosten foxtrot ja tango)
3. Mestkevers, verdriet over een gestolen mestbal
(Sittiäiset, suru varautetusta sontapallosta)
4. Sprinkhanen 
(Heinäsirkät)
5. Mieren, Werkmuziek van de mieren en oorlogsmarsen I en II
(Muurahaiset, Muurahaisten työmussikki ja sotamarssit I ja II)
6. Eendagsvliegen en een slaapliedje voor de dode eendagsvliegen
(päivänkorennot, Päiv

Ánkorentojen tanssi ja kehtolaulu kuoleille päivänkorennoille)
De muziek is hier en daar behoorlijk heftig en postmodern in andere delen is er sprake van dansmuziek. Het schrijven van een tango komt voor de gemiddelde liefhebber van klassieke muziek enigszins vreemd over. Deze dansen zijn echter in Finland geheel geïntegreerd in het muzikale leven en in welke stijl dan ook. Aho gaf later toe, dat deze symfonie hem een nieuw uitgangspunt gaf voor het schrijven van verdere werken in dat genre. 

### Orkestratie
- 3 dwarsfluiten (III ook piccolo), 3 hobo’s (III ook althobo), 3 klarinetten (III ook basklarinet), 3 fagotten (III ook contrafagot), 1 altsaxofoon
- 4 hoorns, 3 trompetten, 3 trombones, 4 apart gezette trombones, 1 eufonium, 1 tuba
- pauken, 3 man/vrouw percussie, 2 harpen
- violen, altviolen, celli, contrabassen

## Discografie
- Uitgave BIS Records: Osmo Vänskä leidde het Symfonieorkest van Lahti in 1999

Nr. 1 · Nr. 2 · Nr. 3 · Nr. 4 · Nr. 5 · Nr. 6 (1979-1980) · Nr. 7 Insectensymfonie · Nr. 8 · Nr. 9 · Nr. 10 · Nr. 11 · Nr. 12 Luostosymfonie · Nr. 13 · Nr. 14 Rituelen · Nr. 15
Alles Vergängliche (Orgelsymfonie)